# Rafał Kiernicki
Rafał Kiernicki, właśc. Władysław Kiernicki (ur. 3 maja 1912 w Kułaczkowcach, zm. 23 listopada 1995 we Lwowie) – polski duchowny rzymskokatolicki, biskup pomocniczy lwowski w latach 1991–1995, Sługa Boży Kościoła katolickiego.

## Życiorys
W latach 1920–1927 uczył się w szkole powszechnej w Kułaczkowcach. W latach 1927–1934 pobierał nauki w prywatnym gimnazjum OO. Franciszkanów we Lwowie. Po piątej klasie zrobił przerwę w celu odbycia rocznego nowicjatu, po ukończeniu którego złożył profesję w zakonie franciszkanów. W 1934 zdał egzamin dojrzałości w X Państwowym Gimnazjum im. Henryka Sienkiewicza we Lwowie.
Następnie podjął studia filozoficzno-teologiczne w seminarium OO. Franciszkanów: przez pierwszy rok (1934–1935) studiował we Lwowie, przez dwa następne lata (1935–1937) w Krakowie. W latach 1937–1939 kontynuował studia na Wydziale Teologicznym Uniwersytetu Jana Kazimierza we Lwowie. 8 czerwca 1939 obronił pracę magisterską Nauka św. Bonawentury o żalu za grzechy, pisaną pod kierunkiem ks. dr prof. Adama Gerstmanna.
Święceń prezbiteratu udzielił mu 29 czerwca 1939 we Lwowie arcybiskup Bolesław Twardowski. W latach 1940–1941 pracował w parafii Chrystusa Króla we Lwowie, a przez trzy lata jako wychowawca i wykładowca w Seminarium Duchownym we Lwowie.
Podczas okupacji niemieckiej był łącznikiem i kapelanem Armii Krajowej (od października 1939) nosząc pseudonim Dziunio. Następnie został mianowany skarbnikiem i szefem oddziału V Komendy Okręgu Lwów AK. 24 czerwca 1941 został aresztowany przez NKWD i osadzony u Brygidek. 29 czerwca zbiegł z więzienia wraz z prof. Romanem Renckim, unikając egzekucji podczas akcji wymordowania przez NKWD więźniów politycznych. W 1944 został aresztowany przez NKWD za działalność patriotyczną. Do 1948 był więziony w obozach w Charkowie, Riazaniu, Diagilewie, Czerepowcu i obozie jenieckim NKWD w Griazowcu, po czym otrzymał wyrok pobytu w łagrze. Został z niego zwolniony w 1948 i otrzymał pozwolenie na pracę w katedrze lwowskiej z którą związał resztę życia – 47 lat posługi.
W latach 1949–1958 i 1965-1995 pracował jako proboszcz katedry lwowskiej. W 1958 władze pozbawiły go prawa posługi duszpasterskiej. Pracował wówczas kolejno jako stróż w Parku Stryjskim, tragarz i stróż w sanatorium przeciwgruźlicznym we Lwowie, a „konspiracyjnie” apostołował nadal we lwowskiej katedrze ukradkiem sprawując cały czas swoją posługę kapłańską. Nie zważając na zakaz spowiadał wiernych w bocznych kaplicach katedry lwowskiej lub odprawiał msze św. przy zamkniętych drzwiach w drugim czynnym lwowskim kościele – św. Antoniego oraz w domach prywatnych i szpitalach przy ciężko chorych. W 1965 władze komunistyczne cofnęły zakaz posługi pasterskiej. Mimo szykan władzy sowieckiej wspomagał potajemnie wiernych i kapłanów zarówno obrządku rzymskokatolickiego, jak i greckokatolickiego. Szczególną opieką otaczał Polaków, którzy mimo przymusu wysiedleńczego pozostali w rodzinnym mieście.
16 stycznia 1991 został mianowany przez papieża Jana Pawła II biskupem pomocniczym archidiecezji lwowskiej. Sakrę biskupią otrzymał 2 marca 1991 w katedrze lwowskiej, głównym konsekratorem był kardynał Marian Jaworski. Podczas uroczystości było obecnych 150 kapłanów i 8 tys. wiernych.
Zmarł 23 listopada 1995 we Lwowie. Został pochowany w podziemiach katedry lwowskiej. W pogrzebie uczestniczyło kilkunastu arcybiskupów i biskupów, ponad 200 kapłanów i rzesza wiernych.

## Proces beatyfikacyjny
4 maja 2012 we lwowskiej katedrze łacińskiej został otwarty jego proces beatyfikacyjny. W 2013 Dykasteria Spraw Kanonizacyjnych wydała nihil obstat, stwierdzając, że nie znajduje żadnych przeciwwskazań do rozpoczęcia gromadzenia materiału dowodowego, mającego udowodnić heroiczność cnót. Od tej pory przysługuje mu tytuł sługi Bożego.